# Walpole Cross Keys
Walpole Cross Keys – wieś w Anglii, w hrabstwie Norfolk, w dystrykcie King’s Lynn and West Norfolk. Leży 73 km na zachód od Norwich i 141 km na północ od Londynu. Miejscowość liczy 469 mieszkańców.